# Red Bull KTM Factory Racing
Ред Булл КТМ — заводская команда КТМ на Чемпионате мира MotoGP при поддержке спонсора, производителя напитков Red Bull.

## История

### Разработка RC16
Австрийский производитель планирует разработать новый прототип KTM RC16, который будет оснащаться двигателем V4. 15 января 2015 г стало известно что Майк Лейтнер, присоединился к команде KTM Factory Racing, где будет работать над амбициозным проектом, по планам которого KTM собираются влиться в чемпионат мира MotoGP в 2017 году ГлавныМ конструктором-мотористом КТМ Motorsport был назначен Курт Триб.. Компания KTM следует примеру компаний Suzuki и Aprilia, которые уже заявили о своих намерениях. По сути, все ведущие мировые производители мотоциклов интересуются участием в премьер-классе. Генеральный директор Штефан Пирер рассказал о будущих планах, согласно которым новый прототип KTM RC16 будет представлен осенью 2015, а весь сезон 2016 года его планируют тестировать и развивать до уровня MotoGP. Штефан говорит, что прототип KTM RC16 будет готов к 2017 году, хотя он не исключает участия компании в некоторых гонках чемпионата MotoGP 2016.

### Финальное тестирование
27 октября 2015 года KTM утвердила Мика Каллио в качестве ведущего тест-райдера для предстоящего проекта MotoGP в рамках подготовки к сезону 2017 года. Несмотря на то, что Каллио пропустит полноценное возвращение в гонки в сезоне 2017 года, он, был вознагражден за свои усилия по тестированию. На финальном этапе  2016 года в Валенсии ему была предоставлена уайлд-кард, что стало его первой гонкой в премьер-классе с 2010 года.
20 марта команда  выложила в своем твиттере новость о том, что заманила в свои сети Брэдли Смита,подписала контракт с ним на ближайшие два года. Несколько дней спустя бывший чемпион мира Moto 2 – Поль Эспаргаро объявил, что будет выступать за KTM следующие два года. Пол Эспаргаро и Брэдли Смит протестировали RC16 во время первого официального зимнего теста, всего через день после финального Гран-при сезона 2016 года в Валенсии. Это был первый раз, когда пара ездила на KTM после ухода из команды Tech 3, где они были товарищами по команде в течение трех лет.
В конце ноября КТМ провела частные испытания на автодроме в Хересе. Из-за того, что Эспаргаро в то время все ещё находился под контрактом с Yamaha, он не смог провести испытания, а это означало, что Мика Каллио заменит его. В январе и феврале KTM приняла участие в официальных предсезонных тестах на Международном автодроме Сепанг и Гран-при Филиппа Айленда, а также в финальных тестах на Международном автодроме Лусаил всего за две недели до первого Гран-при 2017 года в марте.

### Первые шаги (2017- Н.В)
Команда дебютировала в категории MotoGP на Гран-при Катара 2017 года; квалифицировавшись 22-м и 23-м, они смогли финишировать 16-м и 17-м с разницей в шесть секунд. Австрийскому производителю тяжело далось начало первого сезона в MotoGP в истории компании, и тем не менее, команда набрала свои первые очки на своем втором гран-при в Аргентине, заняв 14-е и 15-е места соответственно, благодаря огромному количеству гонщиков, закончивших заезд раньше времени в гравии. На этапе  Гран-при Чешской Республики 2017 года Эспаргаро финишировал 9-м, что стало первым результатом команды в топ-10 Гран-при MotoGP. А уже на следующем этапе в Австрии, тест-пилот Мика Каллио, был не особенно убедителен в квалификации, однако 18 место не оказалось помехой, чтобы финишировать на 10 месте. По окончании сезона команда заняла 10 место в турнире команд, 5 место в кубке конструкторов, лучшим среди гонщиков был Поль Эспаргаро, который занял 17 место по окончании сезона.